# Le Jongleur de Notre-Dame (opéra)
Pour les articles homonymes, voir Le Jongleur de Notre-Dame.
Le Jongleur de Notre-Dame est un « miracle » lyrique en trois actes de Jules Massenet, sur un livret de Maurice Léna, créé le 18 février 1902 à l'Opéra de Monte-Carlo, puis repris à l'Opéra-Comique de Paris le 10 mai 1904.

## Argument

### Acte I
L'action se situe au Moyen Âge (XVe siècle), un jour de marché, devant le couvent de Cluny. 
Les villageois dansent une bergerette, Jean fait son entrée accompagné par le son de sa vielle. Il essaye, en vain, de présenter ses tours de jonglerie car la foule en le raillant l'entraine dans une ronde ; il parvient à en sortir et propose de chanter une parodie de prière l'Alléluia du vin. Mais à la fin du chant le prieur sort du couvent, exhortant la foule à se disperser, seul reste Jean. Le prieur menace Jean de finir en enfer à cause de ses chants païens, Jean fond en larmes, le prieur ému lui propose de rejoindre le couvent.
Jean se lance alors dans une longue ode à la liberté, mais affamé, et voyant le frère Boniface rentrer avec sa mule chargée de provisions, Jean se résigne à rentrer dans les ordres.

### Acte II
Les moines chantent un cantique en latin sous la direction intransigeante du moine musicien, Jean se réjouit d'avoir si bien mangé et se plaint de ne pas savoir le latin pour plaire à la Vierge Marie. Les moines lui reprochent son inactivité, en chantant avec moquerie « Jean ne sait rien qu'au réfectoire, boire et manger, manger et boire. »
Le moine sculpteur se met alors à louer les qualités de son art pour servir la Vierge, le moine poète, puis le moine peintre et enfin le moine musicien font de même pensant que leurs domaines respectifs sont les plus aptes à servir la Vierge. Le prieur met fin à cette dispute assez puérile en leur demandant de s'embrasser, les moines se dispersent, ne reste que Jean et Boniface. Le moine cuisinier console Jean en lui disant que même les plus humbles aspirent au paradis, il prend l'exemple biblique de la sauge qui sauva l'enfant Jésus alors que la rose ne voulut pas ouvrir son calice pour l'enfant, lors de l'air de la sauge. Jean est alors rassuré et loue la bonté de la Vierge.

### Acte III
Jean reste seul près de la statue de la Vierge, il veut lui aussi l'honorer, avec ce qu'il sait faire : ses talents de jongleur. Il commence par un chant guerrier, mais l'arrête de peur de la froisser. Il essaye alors une romance d'amour, La Belle Erembourg, mais sa mémoire lui fait défaut, il enchaine avec un air pastoral. Mais le moine peintre qui a vu la scène part prévenir le prieur, ce dernier arrive avec des moines quand Jean commence une danse, voulant intervenir pour arrêter le blasphème, Boniface leur demande d'attendre la fin de la danse. Les moines s'élancent vers lui mais, miracle, la vierge intervient par le biais d'une lumière sur le tableau. Depuis la coulisse les anges chantent la gloire de Jean.
Jean ne se rend compte de rien et demande pardon au prieur, Jean meurt alors dans un état de béatitude le plus total en comprenant même le latin. Le miracle se termine par une phrase du prieur : « Heureux les simples car ils verront Dieu », thème principal de la pièce.

## Rôles et créateurs
| Rôles                           | Tessiture       | Création, Monte-Carlo (18 février 1902) Direction musicale : Léon Jehin | Reprise, Opéra-Comique (10 mai 1904) Direction musicale : Alexandre Luigini |
| ------------------------------- | --------------- | ----------------------------------------------------------------------- | --------------------------------------------------------------------------- |
| Jean, jongleur                  | ténor           | Adolphe-Nicolas Maréchal                                                | Adolphe-Nicolas Maréchal                                                    |
| Boniface, cuisinier de l'Abbaye | baryton         | Maurice Renaud                                                          | Lucien Fugère                                                               |
| Le prieur                       | basse chantante | Gabriel Soulacroix                                                      | Allard                                                                      |
| Le moine peintre                | baryton         | Juste Nivette                                                           | Etienne Billot                                                              |
| Le moine poète                  | ténor           | Berquier                                                                | Ernest Carbonne                                                             |
| Le moine musicien               | baryton         | Grimaud                                                                 | Guillamat                                                                   |
| Le moine portier                | baryton         | Jean Armand Charles Crabbé                                              |                                                                             |
| Le moine sculpteur              | basse           | Cuperninck                                                              | Gustave Huberdeau                                                           |
| 1er ange                        | soprano         | Marguerite de Buck                                                      | Argens                                                                      |
| 2e ange                         | soprano         | Marie Girard                                                            | Cortez                                                                      |
| Saint Esprit                    | baryton         | Senneval                                                                |                                                                             |
| Un chevalier                    | ténor           | Albert Paillard                                                         |                                                                             |
| Un ivrogne                      | basse           | Delestan                                                                |                                                                             |
| Une voix                        | baryton         | Jacobi                                                                  |                                                                             |

Ce « miracle » est l'une des seules pièces lyriques de Massenet où il n'y a pas de rôle féminin soliste : seules quelques voix de femmes dans les chœurs du début et les anges qui ne sont pas visibles sur scène à la fin.